# Amile-Ursule Guillebaud

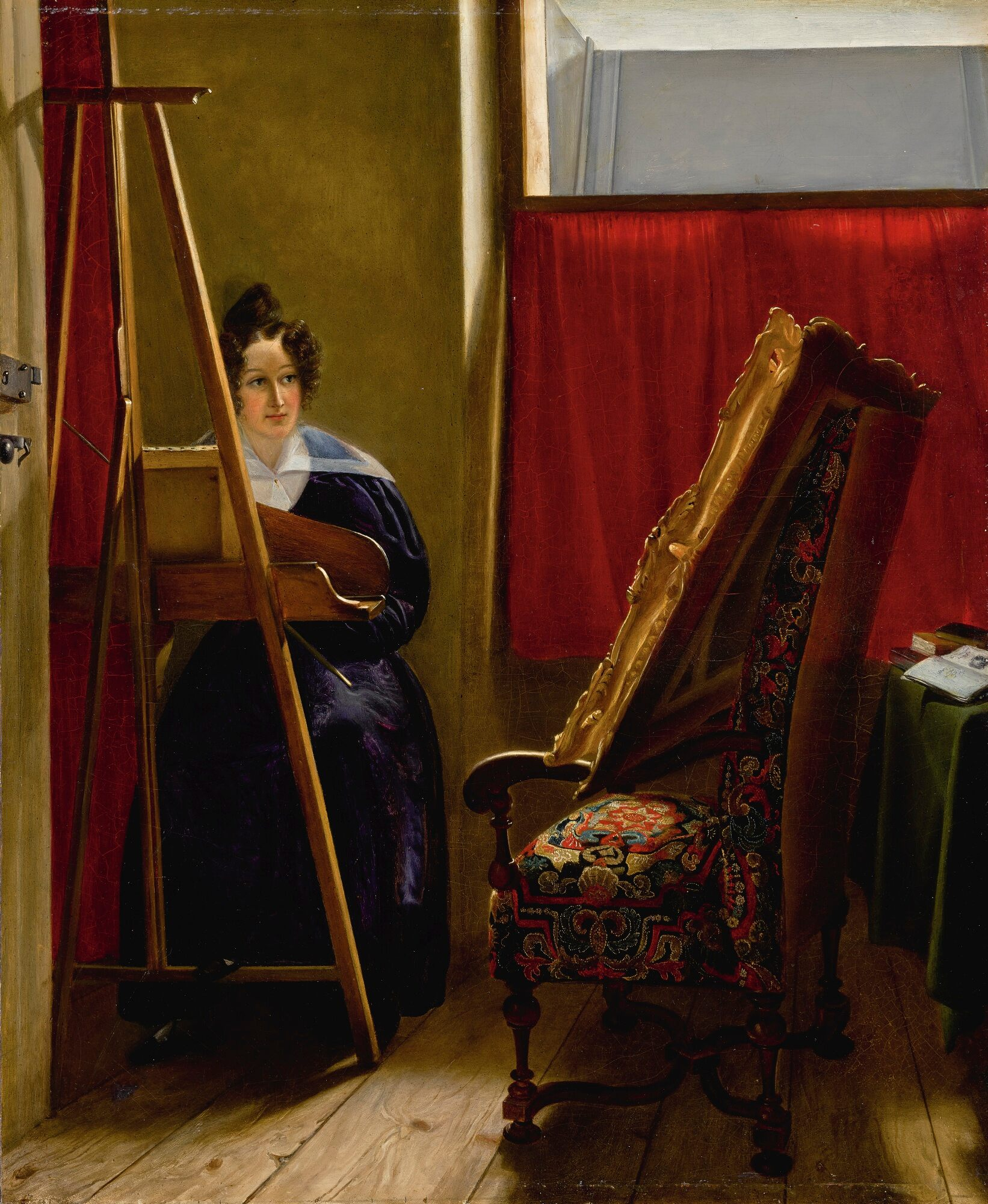
Porträt einer Malerin (vermutlich Selbstporträt) von Amile-Ursule Guillebaud

Amile-Ursule Guillebaud (* 4. November 1800 in Genf; † 14. Februar 1886 ebenda) war eine Schweizer Malerin.

## Leben
Amile-Ursule Guillebaud stammte aus einer Familie, die ursprünglich aus Frankreich kam – ihr Zweig aus Vizille, ein anderer aus Grenoble – und im 17./18. Jahrhundert mehrere in Genf lebende Maler hervorbrachte. Der Architekt Jean-Pierre Guillebaud war ihr Bruder. Sie lebte in Genf, wo sie auch ihre Ausbildung bei Joseph Hornung erhielt.
Guillebaud malte Porträts und Genreszenen, für die warme Farben und ein sentimental-romantisierender Stil charakteristisch sind, wie unter anderem das Ölbild Interieur mit älterer Frau beim Lesen der Bibel. Ausstellungen mit ihrer Beteiligung sind von 1829 bis 1845 in Genf sowie 1844 in Zürich (Schweizer Turnusausstellung) nachweisbar. 1832 präsentierte sie das Gemälde Die letzten Augenblicke der Heiligen Thérèse in Genf.
Guillebaud starb 1886 im Alter von 85 Jahren in Genf.